# (6565) Reiji
(6565) Reiji ist ein Asteroid des Hauptgürtels. Er wurde am 23. März 1992 durch die japanischen Astronomen Kin Endate und Kazurō Watanabe am Kitami-Observatorium (IAU-Code 400) entdeckt.
Benannt ist er nach dem Pseudonym des japanischen Mangaka und Regisseurs Leiji Matsumoto (1938–2023), bürgerlich Akira Matsumoto (松本 あきら), der vor allem für seine Vielzahl an Space Operas wie Captain Harlock oder Uchū Senkan Yamato bekannt ist.